# Ferndorf (Kreuztal)

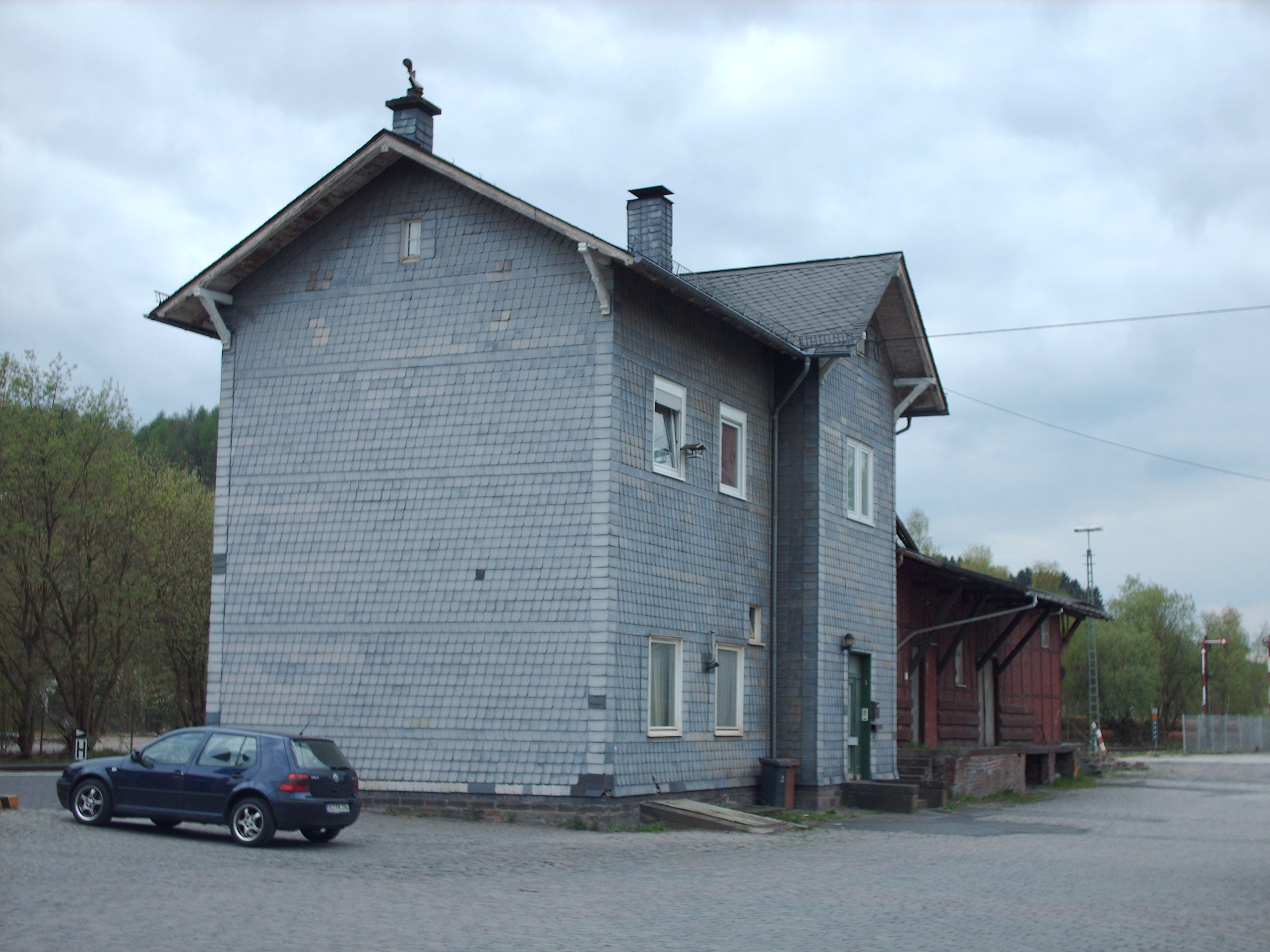
Bahnhof von Ferndorf

Ferndorf ['fɛʁn.dɔʁf] ist ein Stadtteil von Kreuztal im nordrhein-westfälischen Kreis Siegen-Wittgenstein.
Der Ort, bis 1969 Zentrum des 13 Gemeinden verwaltenden Amt Ferndorf, wird von der nach ihm benannten Ferndorf durchflossen. Die höchste Erhebung von Ferndorf ist mit 604,5 Metern der  Birkhahn, etwas unterhalb des 617,9 Meter hohen Kindelsbergs.

## Geschichte

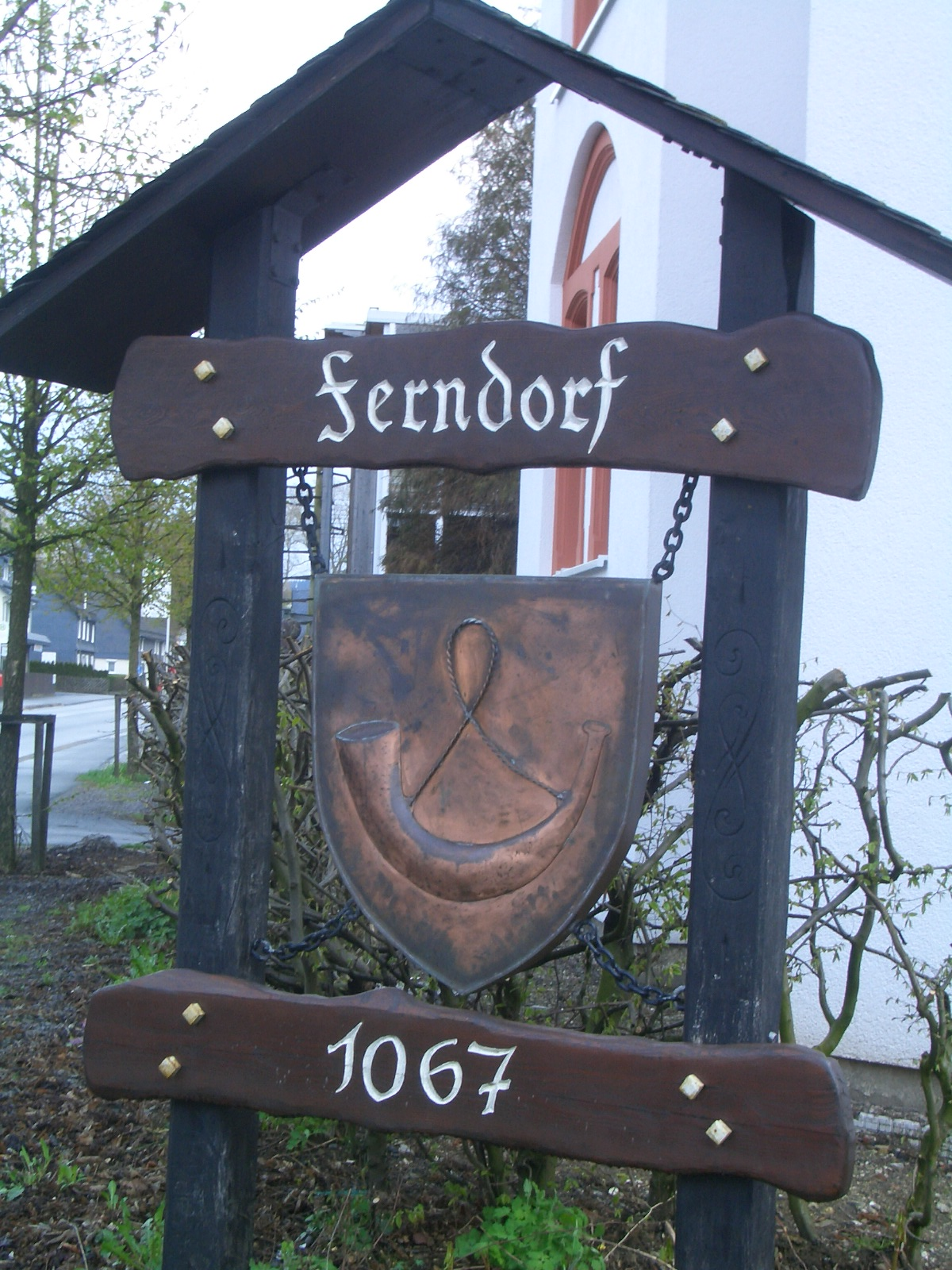
Wappen von Ferndorf am Ortseingang, Farbgebung: Blau auf Orange

Erstmals urkundlich erwähnt wurde der Ort unter dem Namen „Berentraph“ bereits 1067 und ist somit einer der ältesten Orte des Siegerlandes. Auf eine vorübergehende Besiedelung durch „jungsteinzeitliche Hirten“ vor 1800 v. Chr. deutet ein Steinwerkzeug-Fund hin.
In der Gemarkung Ferndorf gab es die frühere Siedlung Ahe. Am 8. März 1319 wurde ein „Heydinrich van der A“ genannt. Die Siedlung, früher nur ein Hof, bestand aus vier Höfen und wurde um 1700 evakuiert und aufgelöst.
Bis Ende 1968 war Ferndorf der Sitz des gleichnamigen Amtes, zu dem auch die Gemeinden Bockenbach, Buchen (bis 1966), Burgholdinghausen, Buschhütten, Eichen, Ernsdorf (bis 1928), Fellinghausen, Kreuztal, Krombach, Littfeld, Osthelden und Stendenbach gehörten.
Mittelpunkt des Dorfes ist die um das Jahr 1250 im spätromanischen Stil erbaute Laurentiuskirche.
Am 1. Januar 1969 ging Ferndorf durch das zweite Gesetz zur Neugliederung des Landkreises Siegen unter Protest der Ferndorfer Bürger in der durch die kommunale Neugliederung geschaffenen Stadt Kreuztal auf.

### Wappen
| Wappen der ehemaligen Gemeinde Ferndorf, Kreis Siegen | Blasonierung: „In Gold (Gelb) ein blaues Hifthorn.“ |
| Wappen der ehemaligen Gemeinde Ferndorf, Kreis Siegen | Wappenbegründung: Das Wappen wurde am 27. Mai 1939 vom Oberpräsidenten der Provinz Westfalen genehmigt. Es zeigt das Hifthorn als Symbol eines alten Schöffengerichtssiegels aus dem Jahre 1470 in Verbindung mit den oranischen Farben. |

## Wirtschaft und Infrastruktur
Seit dem 1. März 1884 ist der Abschnitt zwischen Kreuztal und Hilchenbach, ein Teilstück der Bahnstrecke Kreuztal–Cölbe in Betrieb. Die Fahrpost, ein Kutschbetrieb, wurde gleichzeitig eingestellt. Ende des Jahres 2011 wurde die Fahrkartenausgabe am Bahnhof in Ferndorf geschlossen. Ferndorf weist eine lange Tradition metallverarbeitender Betriebe auf. Heute sind die wichtigsten Betriebe thyssenkrupp und die Lochanstalt Aherhammer.
Bis zu ihrer Schließung im Mai 2015 gehörten die Röhrenwerke Bender auch dazu.

## Sport
Ferndorf ist Heimat des 1888 gegründeten TuS Ferndorf, der vor allem für seine Handballabteilung bekannt ist. Des Weiteren gibt es den Reitverein „Ferndorfer Mühle“, den Schützenverein „Hubertus“, die Hundefreunde Kreuztal-Ferndorf und den Reha-Sportverein Ferndorf.
Eine Sonderstellung nimmt der Luftsportverein Ferndorf-Lennestadt ein, der auf der Ferndorfer Segelfliegertradition zwischen 1928 und 1941 fußt. Hiervon zeugt noch das ehemalige Fliegerheim auf den Feldern oberhalb von Ferndorf.
Ferndorf verfügt seit 1927 über ein Naturfreibad im Zitzenbachtal.

## Persönlichkeiten
Der unter dem Künstlernamen Hauschka bekannte Pianist und Komponist Volker Bertelmann (* 1966) wuchs in Ferndorf auf. Der in Düsseldorf lebende Künstler benannte sein 2009 veröffentlichtes Album „Ferndorf“ nach seinem Heimatdorf.
Darüber hinaus wurde in Ferndorf der Gründer der Geisweider Eisenwerke Kommerzienrat Friedrich Klein († 26. Mai 1898 in Siegen) geboren.
Ebenfalls in Ferndorf wurde der evangelisch-reformierte Geistliche Johannes Achenbach (1701–1771) geboren.